# Giuseppe Piasentin
Giuseppe Piasentin (Dolo, 31 ottobre 1903 – Dolo, 8 ottobre 1933) è stato un calciatore italiano, di ruolo difensore.

## Carriera
Dal 1926 al 1930 gioca quattro stagioni con la maglia del Padova, per un totale di 26 presenze nella massima serie.
Dalla stagione 1931-1932 milita nella squadra della sua città natale, il Dolo, che lascia nel 1933, lo stesso anno della sua morte, avvenuta meno di un mese prima del compimento del trentesimo anno d'età.